# Panthéon (Parijs)
Het Panthéon is een gebouw in het 5e arrondissement (midden in het Quartier Latin) van de Franse hoofdstad Parijs. De architect Jacques Germain Soufflot bouwde het monument in de 18e eeuw oorspronkelijk als een kerk gewijd aan Genoveva van Parijs (Sainte-Geneviève); het is sinds de Franse Revolutie bekend als begraafplaats van beroemde Fransen. Soufflot wilde een klassiek gebouw realiseren met de lichtheid van een gotische kathedraal. Bij de bouw werden de open muren massiever uitgevoerd om structurele redenen.

## Geschiedenis
In 1744 beloofde koning Lodewijk XV dat hij, als hij zou herstellen van zijn ernstige jichtaanval, op de plaats van de oude abdij van Sainte-Geneviève een nieuwe kerk zou bouwen. De Markies van Marigny, een broer van Madame de Pompadour, werd aangewezen om de belofte van de koning waar te maken. Soufflot, een beschermeling van Marigny werd aangesteld om een ontwerp te maken, en de bouw van het Panthéon begon.
Het ontwerp bestond uit een Grieks kruis met een portiek van Korinthische zuilen. Het beeldhouwwerk in het fronton was van de hand van David d'Angers. De afmetingen waren enorm, het gebouw moest 110 meter lang bij 84 meter breed worden, en 83 meter hoog. Hoewel de funderingen al in 1758 gelegd waren, werd het pas in 1789 voltooid. De naam Panthéon verwijst naar het Pantheon in Rome waar het op moest gaan lijken. Uiteindelijk vertoont het meer overeenkomsten met de St Paul's Cathedral (Londen).
Het midden van de verticale staaf van het kruis op het dak van het Panthéon is het nulpunt van de driehoeksmeting voor de Tranchotkaart. Deze kaart werd omstreeks 1810 gemaakt in opdracht van Napoleon voor het Franse leger. Vanuit dit punt werden alle andere punten gemeten.
Het nieuwe regime na de Franse Revolutie zag in het imposante neoclassicistische gebouw een soort tempel ter ere van Frankrijk, en veranderde de functie van kerk naar mausoleum voor beroemde Fransen. Daarna is nog enkele keren van functie gewisseld, maar in 1885 werd het officieel een 'tempel' voor de grote Fransen.
Er is één Nederlander in het Panthéon begraven, namelijk Jan Willem de Winter uit Kampen.

## Slinger van Foucault
In 1851 hing de Franse fysicus Léon Foucault (1819-1868) een gewicht aan een touw in de koepel op. De slinger leverde het bewijs dat de aarde om zijn as draait. Het Musée des arts et métiers in Parijs stelde sinds 1855 de originele slinger permanent tentoon. Deze Foucault-slinger werd getoond als deel van de collectie, en werd in 1995 tijdelijk verhuisd naar het Panthéon vanwege renovatie in het museum. Voor de heropening in 2000 werd het origineel teruggegeven en hangt in het Panthéon een kopie. Jules Guyot heeft in het Panthéon met deze slinger geëxperimenteerd om de afplatting van de Aarde en de loodlijn te bestuderen.

## Crypte

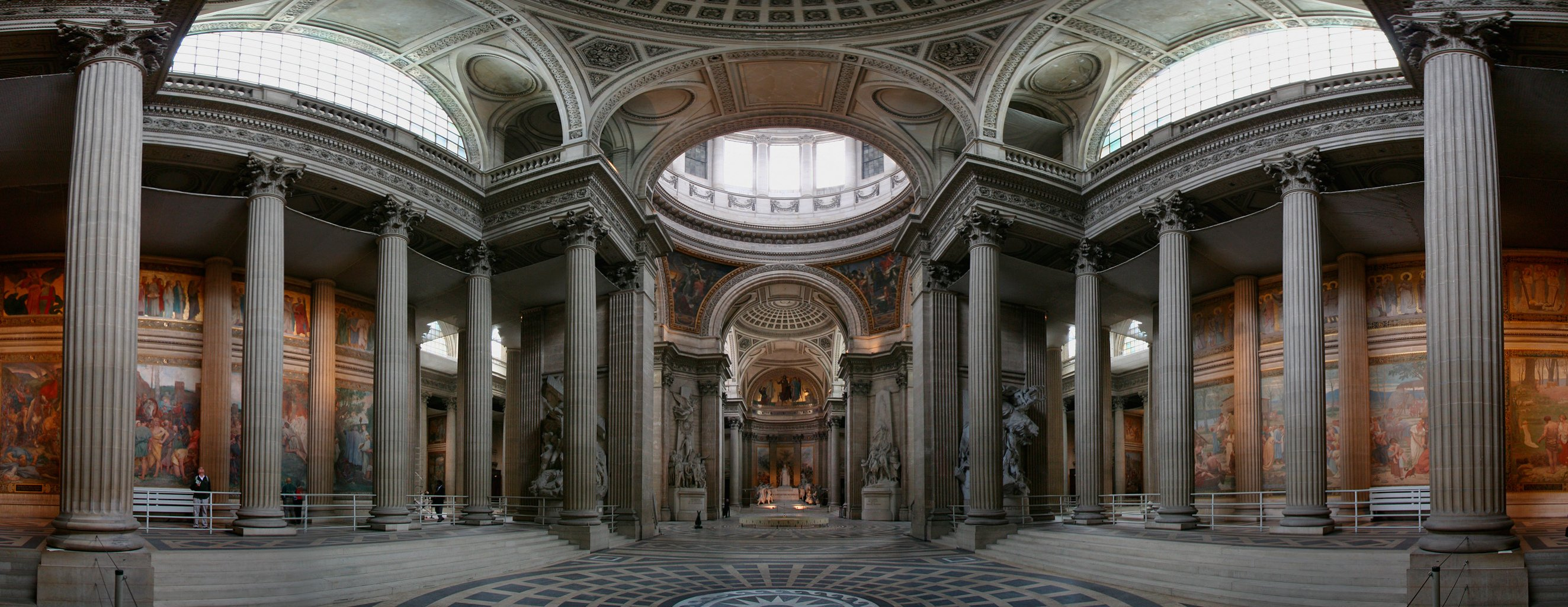
Panorama van het interieur van het Panthéon

Boven de ingang van het Panthéon staat de tekst Aux grands hommes la patrie reconnaissante, oftewel 'Voor de grote mannen, het dankbare vaderland'. De immense crypte van het gebouw werd bestemd als laatste rustplaats voor de 'grote mannen' van Frankrijk, onder wie Soufflot zelf.
De uitdrukking 'grote mannen' is overigens niet letterlijk te nemen aangezien er ook vijf 'grote vrouwen' in het Panthéon zijn opgenomen, namelijk Marie Curie, Geneviève de Gaulle-Anthonioz, Germaine Tillion (alleen in naam, de kist bevat alleen aarde uit haar oorspronkelijke graf), Simone Veil en sinds 30 november 2021 Joséphine Baker. Zij zijn tot nu toe de enige vrouwen die deze eer te beurt viel op grond van hun eigen verdiensten. Verder werd Sophie Berthelot (zij was de eerste vrouw die werd bijgezet in het Panthéon), de echtgenote van de scheikundige en politicus Marcellin Berthelot, bijgezet in een gezamenlijk graf, nadat beiden op 18 maart 1907 waren overleden.
De beslissing om iemand bij te zetten in het Panthéon is in het verleden aan verschillende instanties en machtige personen (o.a. Napoleon) overgelaten. In de Vijfde Franse Republiek is het verlenen van deze (postume) eer voorbehouden aan de President van de Republiek.

## Lijst van in het Panthéon opgenomen personen
De lijst hieronder bevat alle personen die ooit in het Panthéon opgenomen werden, zouden worden en diegenen die uit het Panthéon verwijderd werden
| Bijzetting | Caveau   | Naam                                                         | Bijzonderheden |
| ---------- | -------- | ------------------------------------------------------------ | --- |
| 1791       |          | Honoré Gabriel Mirabeau                                      | Verwijderd in 1794 na ontdekking van zijn correspondentie met Lodewijk XVI, begraven in de Église Saint-Étienne-du-Mont                                              |
| 1791       | Crypte   | Voltaire                                                     | |
| 1792       |          | Nicolas-Joseph Beaurepaire                                   | Verplaatsing van de overblijfselen naar het Panthéon niet uitgevoerd                                                                                                 |
| 1793       |          | Louis Michel Le Peletier de Saint-Fargeau                    | Vermoorde afgevaardigde, overblijfselen uit het Panthéon verwijderd                                                                                                  |
| 1793       |          | Auguste Marie Henri Picot de Dampierre                       | Verwijderd wegens beschuldiging van verraad |
| 1794       |          | Jean-Paul Marat                                              | Verwijderd wegens beschuldiging van verraad |
| 1794       | Crypte   | Jean-Jacques Rousseau                                        | |
| 1806       | V        | Claude-Louis Petiet                                          | |
| 1806       | V        | François Denis Tronchet                                      | |
| 1807       | V        | Jean-Étienne-Marie Portalis                                  | |
| 1807       | V        | Louis-Pierre-Pantaléon Resnier                               | |
| 1807       |          | Louis-Joseph-Charles-Amable d'Albert de Luynes               | Verwijderd uit het Panthéon |
| 1807       | V        | Jean-Baptiste-Pierre Bevière                                 | |
| 1808       | V        | François Barthélemy Beguinot                                 | |
| 1808       | V        | Pierre Jean Georges Cabanis                                  | |
| 1808       | V        | Gabriel Louis de Caulaincourt                                | |
| 1808       | IV       | Jean-Frédéric Perregaux                                      | |
| 1808       | V        | Antoine-César de Choiseul-Praslin                            | |
| 1808       | V        | Jean-Pierre Firmin Malher                                    | Alleen een urn met zijn hart is aanwezig |
| 1809       | V        | Jean-Baptiste Papin, comte de Saint-Christau                 | |
| 1809       | III      | Joseph-Marie Vien                                            | |
| 1809       | III      | Pierre Garnier, comte de Laboissière                         | |
| 1809       | III      | Jean-Pierre Sers                                             | Alleen een urn met zijn hart is aanwezig |
| 1809       | V        | Girolamo-Luigi Durazzo                                       | Alleen een urn met zijn hart is aanwezig |
| 1809       | III      | Justin Bonaventure Morard de Galles                          | Alleen een urn met zijn hart is aanwezig |
| 1809       | III      | Emmanuel Crétet, comte de Champmol                           | |
| 1810       | III      | Giovanni Battista Caprara                                    | |
| 1810       | III      | Louis Charles Vincent Le Blond, comte de Saint-Hilaire       | |
| 1810       | III      | Jean-Baptiste Treilhard                                      | |
| 1810       | XXII     | Jean Lannes, duc de Montebello                               | |
| 1810       | III      | Charles Pierre Claret, comte de Fleurieu                     | |
| 1811       | III      | Louis Antoine de Bougainville                                | |
| 1811       | III      | Charles Erskine, cardinal de Kellie                          | |
| 1811       | II       | Alexandre-Antoine Hureau, baron de Sénarmont                 | Alleen een urn met zijn hart is aanwezig |
| 1811       | III      | Ippolito Antonio Vincenti Mareri                             | |
| 1811       | III      | Nicolas-Marie Songis des Courbons                            | |
| 1811       | II       | Michel Ordener                                               | |
| 1812       | II       | Jean-Marie Dorsenne                                          | |
| 1812       | IV       | Jean-Guillaume de Winter, comte de Huessen                   | Nederlands persoon |
| 1813       | II       | Hyacinthe-Hughes Timoléon de Cossé-Brissac, comte de Brissac | |
| 1813       | II       | Jean-Ignace Jacqueminot, comte de Ham                        | |
| 1813       | II       | Joseph-Louis Lagrange                                        | |
| 1813       | II       | Jean Rousseau                                                | |
| 1813       | II       | Joseph-François-Marie-Justin de Viry                         | |
| 1814       | II       | Jean-Nicolas Démeunier                                       | |
| 1814       | IV       | Jean-Louis-Ebenezer Reynier                                  | |
| 1814       | II       | Claude Ambroise Régnier, duc de Massa di Carrara             | |
| 1815       | II       | Antoine-Jean-Marie Thévenard                                 | |
| 1815       | II       | Claude-Juste-Alexandre Legrand                               | |
| 1829       | Crypte   | Jacques Germain Soufflot                                     | |
| 1885       | XXIV     | Victor Hugo                                                  | |
| 1889       | XXIII    | Lazare Carnot                                                | Bijgezet bij de viering van het honderdjarig jubileum van de Franse Revolutie                                                                                        |
| 1889       | XXIII    | Théophile-Malo Corret de La Tour d'Auvergne                  | Bijgezet bij de viering van het honderdjarig jubileum van de Franse Revolutie                                                                                        |
| 1889       | XXIII    | Jean-Baptiste Baudin                                         | Bijgezet bij de viering van het honderdjarig jubileum van de Franse Revolutie                                                                                        |
| 1889       | XXIII    | François Séverin Marceau-Desgraviers                         | Bijgezet bij de viering van het honderdjarig jubileum van de Franse Revolutie, alleen zijn as is bijgezet                                                            |
| 1894       | XXIII    | Marie François Sadi Carnot                                   | President, meteen bijgezet nadat hij vermoord was, kleinzoon van Lazare Carnot                                                                                       |
| 1907       | XXV      | Marcellin Berthelot                                          | Sophie Berthelot is samen met haar man begraven. |
| 1908       | XXIV     | Émile Zola                                                   | In 1902 begraven in het familiegraf in het Cimetière de Montmartre                                                                                                   |
| 1920       | Escalier | Léon Gambetta                                                | Alleen hart |
| 1924       | XXVI     | Jean Jaurès                                                  | |
| 1933       | XXV      | Paul Painlevé                                                | |
| 1948       | XXV      | Paul Langevin                                                | Nobelprijswinnaar |
| 1948       | XXV      | Jean Perrin                                                  | Nobelprijswinnaar |
| 1949       | XXVI     | Félix Éboué                                                  | Eerste zwarte persoon die werd bijgezet |
| 1950       | XXVI     | Victor Schoelcher                                            | Zijn vader is ook bijgezet in het Panthéon. Victor wilde bij zijn vader begraven worden.                                                                             |
| 1952       | XXV      | Louis Braille                                                | Bijgezet op de honderdste verjaardag van zijn dood |
| 1964       | VI       | Jean Moulin                                                  | Moulin is gecremeerd in het crematorium van Père-Lachaise. Op 19 december 1964, de twintigste Bevrijdingsdag van Frankrijk, is zijn as bijgezet.                     |
| 1987       | VI       | René Cassin                                                  | Nobelprijswinnaar, bijgezet op de honderdste verjaardag van zijn geboorte                                                                                            |
| 1988       | VI       | Jean Monnet                                                  | Bijgezet op de honderdste verjaardag van zijn geboorte |
| 1989       | VII      | Henri Jean-Baptiste Grégoire                                 | Bijgezet bij de viering van het tweehonderdjarig bestaan van de Franse Revolutie                                                                                     |
| 1989       | VII      | Gaspard Monge                                                | Bijgezet bij de viering van het tweehonderdjarig bestaan van de Franse Revolutie                                                                                     |
| 1989       | VII      | Marie Jean Antoine Nicolas de Caritat, markies de Condorcet  | Bijgezet bij de viering van het tweehonderdjarig bestaan van de Franse Revolutie                                                                                     |
| 1995       | VIII     | Pierre Curie                                                 | Nobelprijswinnaar. Oorspronkelijk begraven in Sceaux. |
| 1995       | VIII     | Marie Curie                                                  | Tweevoudig Nobelprijswinnares; eerste vrouw die op grond van haar verdiensten is bijgezet (niet de eerste vrouw die is bijgezet). Oorspronkelijk begraven in Sceaux. |
| 1996       | VI       | André Malraux                                                | Politicus en schrijver |
| 2002       | XXIV     | Alexandre Dumas père                                         | Schrijver, dramaturg |
| 2018       | VI       | Simone Veil                                                  | Minister, eerste vrouwelijke voorzitter Europees Parlement. Ze is samen met haar man Antoine bijgezet.                                                               |
| 2021       | XIII     | Josephine Baker                                              | Eerste vrouw van kleur die een grafmonument in het Panthéon heeft gekregen. Haar stoffelijke resten blijven begraven in Monaco.                                      |
| 2024       |          | Missak Manouchian                                            | |

## Bijzonderheden
Caveau IV staat bekend als de caveau gereserveerd voor protestanten. De caveaus aan de linkerzijde, nummers XIV tot en met XXI, zijn voorlopig nog leeg.